# Centropogon magnificus
Centropogon magnificus är en klockväxtart som beskrevs av Alexander Zahlbruckner och Karl Rechinger. Centropogon magnificus ingår i släktet Centropogon och familjen klockväxter. Inga underarter finns listade i Catalogue of Life.